# Фомін Володимир Васильович (Герой Радянського Союзу)
Володи́мир Васи́льович Фомі́н (1 лютого 1925 — 10 грудня 2000) — радянський військовик, в роки Другої світової війни — санітарний інструктор 246-го гвардійського стрілецького полку 82-ї гвардійської стрілецької дивізії 8-ї гвардійської армії, гвардії старшина медичної служби. Герой Радянського Союзу (1945).

## Життєпис
Народився в місті Артемівськ (нині — Бахмут Донецької області) в родині робітника. Українець. Здобув неповну середню освіту.
До лав РСЧА призваний Артемівським РВК Сталінської області 6 вересня 1943 року. У діючій армії — з 10 листопада 1943 року. Воював на 3-му Українському і 1-му Білоруському фронтах. Двічі був легко поранений.
14 січня 1945 року під час прориву сильно укріпленої оборони німців на західному березі річки Вісла поблизу поселення Загроби, вибув зі строю один з командирів стрілецьких взводів. Гвардії старшина В. В. Фомін перебрав командування взводом на себе і сміливо повів бійців на штурм ворожих укріплень. Першим увірвавшись у ворожу траншею, особисто знищив 6 та полонив 4 солдатів супротивника. Розвиваючи наступ, взвод під командуванням гвардії старшини В. В. Фоміна одним з перших здолав дротові загородження у другій лінії оборони супротивника, увірвався до села Ліпске Буди, де знищив штаб піхотного батальйону й полонив 10 солдатів і 2 офіцерів ворога. На підступах до села Сулкув взвод під командуванням В. В. Фоміна був зупинений щільним кулеметним вогнем з ворожого ДЗОТу. На чолі групи бійців В. В. Фомін обійшов ДЗОТ з тилу і блокував його, знищивши 6 солдатів супротивника.
15 січня того ж року у лісі південно-східніше села Францишкув, коли супротивник чисельністю до батальйону піхоти при підтримці бронетранспортерів здійснив спробу контратаки, гвардії старшина В. В. Фомін висунувся уперед і влучним вогнем з ПТР підбив один бронетранспортер, а його екіпаж був знищений.
У період з 24 по 27 січня 1945 року в боях по оточенню міста Познань (Польща) двічі був поранений, але не залишив поле бою і продовжував надавати першу медичну допомогу пораненим.
У 1946 році був демобілізований. Член КПРС з 1950 року. У 1951 році закінчив Харківський інститут радянської торгівлі.
Мешкав у місті Севастополь, працював заступником начальника управління «Азчоррибзбут».

## Нагороди
Указом Президії Верховної Ради СРСР від 31 травня 1945 року «за зразкове виконання бойових завдань командування на фронті боротьби з німецькими загарбниками та виявлені при цьому відвагу і героїзм» гвардії старшині Фоміну Володимиру Васильовичу присвоєне звання Героя Радянського Союзу з врученням ордена Леніна і медалі «Золота Зірка» (№ 8906).
Також нагороджений українським орденом Богдана Хмельницького 3-го ступеня (14.10.1999), радянськими орденами Вітчизняної війни 1-го ступеня (11.03.1985), Червоної Зірки (27.01.1945) і медалями.

## Вшанування пам'яті
У Севастополі на фасаді будинку № 8 по вулиці Леніна, в якому мешкав В. В. Фомін, встановлено меморіальну дошку.